# Lieferantenportal
Mit Lieferantenportalen wird die Zusammenarbeit von Lieferanten und Einkaufsorganisationen optimiert und digitalisiert. Folglich gehören Lieferantenportale zum digitalen Instrumentarium des Einkaufs und Lieferantenmanagements.
Lieferantenportale können dabei in mehreren Bereichen der Kooperation eingesetzt werden.

## Einsatzgebiete
- Bestellabwicklung (P2P), z. B. Austausch von Auftragsbestätigung
- Lieferantenbewertungen
- Lieferavisierung
- Stammdatenmanagement
- Dokumentenaustausch
- Verzollung

## Position in der Systemlandschaft
Lieferantenportale werden idealerweise in die Systemlandschaft eines Unternehmens eingebunden. Beispielsweise können Lieferantenportale über Schnittstellen an das ERP-System des Unternehmens angebunden werden. Somit können Daten aus dem ERP-System an das Lieferantenportal übergeben werden und Daten aus dem Lieferantenportal wieder in das ERP-System übertragen werden.

## Abgrenzung zu anderen Lieferantenintegrationen
Es gibt unterschiedliche Systeme zur Integration von Lieferanten in die eigene Systemlandschaft eines Unternehmens. Übliche weitere Schnittstellen sind EDI und WebEDI. Bei EDI werden die Systeme von Lieferant und Einkaufsorganisation direkt verbunden. Bei WebEDI wird ein Dienstleister zwischengeschaltet, der auch kleineren Lieferanten über eine Weboberfläche die Übertragung von Daten in das System der Einkaufsorganisation ermöglicht.
Im Vergleich zu Lieferantenportalen sind diese Integrationen sehr tiefgreifend und aufwändiger einzurichten. Bei Lieferantenportalen wird ein Webservice zwischengeschaltet, über den der Datenaustausch gesteuert wird. Dieser Webservice kann auch als SaaS-Lösung angeboten werden.